# Goelnara Samitova-Galkina
Goelnara Iskanderovna Samitova-Galkina (Russisch: Гульнара Искандеровна Самитова-Галкина) (Naberezjnye Tsjelny, 9 juli 1978) is een Russische atlete, die is gespecialiseerd in de 3000 m steeple. Daarnaast blinkt ze ook uit als 1500-, 3000- en 5000 meterloopster. Op de 3000 m steeple werd zij in 2008 olympisch kampioene en was zij van 2008 tot in augustus 2016 wereldrecordhoudster. Zij is ook de eerste atlete die deze afstand binnen de negen minuten aflegde.

## Loopbaan
Op 10 augustus 2003 liep Samitova-Galkina haar eerste wereldrecord op de 3000 m steeple van 9.08,35 bij de Russische kampioenschappen. Dat jaar werd zij op de wereldkampioenschappen in Parijs zevende op de 5000 m.
Op de wereldindoorkampioenschappen van 2004 in Boedapest won Goelnara Samitova-Galkina een bronzen medaille op de 1500 m in 4.08,26. In juli 2004 verbeterde zij het wereldrecord op de 3000 m steeple opnieuw en bracht het op 9.01,59. Op de Olympische Spelen van Athene nam ze deel aan de 5000 m (de 3000 m steeple voor vrouwen maakte nog geen deel uit van het olympische programma) en werd hierop zesde in 15.02,30.
In 2007 was Goelnara Samitova-Galkina niet in grootse vorm op de WK in Osaka. Op de 3000 m steeple finishte zij in de finale op een bescheiden zevende plaats in 9.30,24. Een jaar later was die vorm er echter wel en beleefde de Russische atlete de grootste triomf uit haar carrière: op de Olympische Spelen in Peking werd zij met een straatlengte voorsprong kampioene in 8.58,81, waarmee zij de eerste olympische kampioene op deze afstand werd en tevens de eerste vrouw ter wereld die de 9-minutenbarrière doorbrak.
Samitova is aangesloten bij Dynamo. Ze is een etnische Tataarse.

## Titels
- Olympisch kampioene 3000 m steeple - 2008
- Russisch kampioene 1500 m - 2004
- Russisch kampioene 5000 m - 2003, 2004
- Russisch kampioene 3000 m steeple - 2003
- Russisch indoorkampioene 1500 m - 2004
- Russisch indoorkampioene 3000 m - 2004
- Russisch indoorkampioene 3000 m steeple - 2003

## Persoonlijke records
Outdoor
| Onderdeel      | Prestatie               | Datum            | Plaats                     |
| -------------- | ----------------------- | ---------------- | -------------------------- |
| 800 m          | 2.00,29                 | 31 mei 2009      | Sotsji                     |
| 1500 m         | 4.01,29                 | 1 augustus 2004  | Toela                      |
| 1 Eng. mijl    | 4.20,23                 | 29 juni 2007     | Moskou                     |
| 2000 m         | 5.31,03                 | 27 mei 2007      | Sotsji                     |
| 3000 m         | 8.42,96                 | 24 mei 2008      | Vila Real de Santo António |
| 5000 m         | 14.33,13                | 19 juli 2008     | Kazan                      |
| 3000 m steeple | 8.58,81 (ex-WR; AR; OR) | 17 augustus 2008 | Peking                     |
| 10 km          | 32.43                   | 29 april 2012    | Zjoekovski                 |

Indoor
| Onderdeel      | Prestatie | Datum            | Plaats          |
| -------------- | --------- | ---------------- | --------------- |
| 1000 m         | 2.35,91   | 1 februari 2004  | Moskou          |
| 1500 m         | 4.05,91   | 19 februari 2004 | Moskou          |
| 2000 m         | 5.56,57   | 7 januari 2004   | Jekaterinenburg |
| 3000 m         | 8.41,72   | 17 februari 2004 | Moskou          |
| 3000 m steeple | 9.29,54   | 26 februari 2003 | Moskou          |

## Prestaties

### Kampioenschappen
| Jaar | Wedstrijd      | Plaats    | Resultaat | Extra          |
| ---- | -------------- | --------- | --------- | -------------- |
| 2003 | WK             | Parijs    | 7e        | 5000 m         |
|      | Europese beker | Florence  | 1e        | 3000 m steeple |
| 2004 | WK indoor      | Boedapest | 3e        | 1500 m         |
|      | Europese beker | Bydgoszcz | 1e        | 3000 m         |
|      | OS             | Athene    | 6e        | 5000 m         |
| 2007 | WK             | Osaka     | 7e        | 3000 m steeple |
| 2008 | OS             | Peking    | 1e        | 3000 m steeple |
|      | OS             | Peking    | 12e       | 5000 m         |
| 2009 | WK             | Berlijn   | 3e        | 3000 m steeple |

### Golden League-podiumplaatsen
| Jaar | Wedstrijd     | Plaats | Resultaat | Tijd    | Extra          |
| ---- | ------------- | ------ | --------- | ------- | -------------- |
| 2008 | Bislett Games | Oslo   | 1e        | 9.14,77 | 3000 m steeple |
| 2009 | Golden Gala   | Rome   | 1e        | 9.11,58 | 3000 m steeple |

### Diamond League-podiumplaatsen
| Jaar | Wedstrijd         | Plaats   | Resultaat | Tijd    | Extra          |
| ---- | ----------------- | -------- | --------- | ------- | -------------- |
| 2011 | Adidas Grand Prix | New York | 3e        | 9.29,75 | 3000 m steeple |

2008: Goelnara Samitova-Galkina ·
2012: Habiba Ghribi ·
2016: Ruth Jebet ·
2020: Peruth Chemutai ·
2024: Winfred Yavi